# Bréhain-la-Ville
Bréhain-la-Ville (Luxemburgs: Leit-Bierchem) is een gemeente in het Franse departement Meurthe-et-Moselle (regio Grand Est) en telt 254 inwoners (2005). De plaats maakt deel uit van het arrondissement Briey.

## Geografie
De oppervlakte van Bréhain-la-Ville bedraagt 10,2 km², de bevolkingsdichtheid is 24,9 inwoners per km².
De onderstaande kaart toont de ligging van Bréhain-la-Ville met de belangrijkste infrastructuur en aangrenzende gemeenten.

## Demografie
Onderstaande figuur toont het verloop van het inwonertal (bron: INSEE-tellingen).